# Кутуш
 Кутуш  — село в Новосергиевском районе Оренбургской области. Административный центр Кутушевского сельсовета.

## География
Находится на правом берегу реки Малый Уран на расстоянии примерно 58 километров по прямой на север-северо-восток от районного центра поселка Новосергиевка.

## Население
Население составляло 293 человека в 2002 году (92% башкиры), 314 по переписи 2010 года.